# Caupona

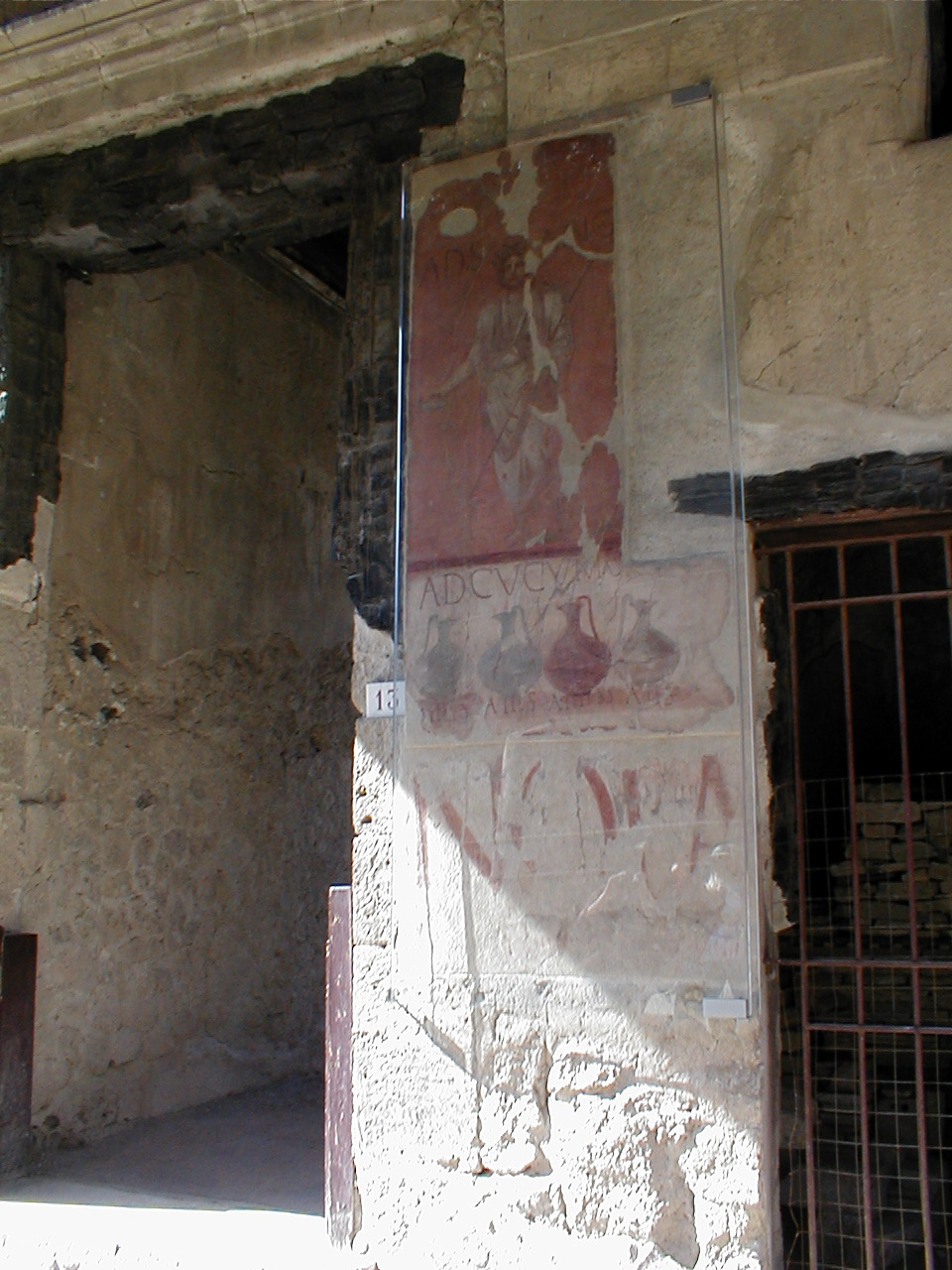
Caupona à Herculanum avec liste et prix des vins.

La caupona fut dans les grandes villes de l'Empire romain un lieu de débit de vin. Dans les zones rurales, elle joua le rôle d'auberge.

## Débit de vin

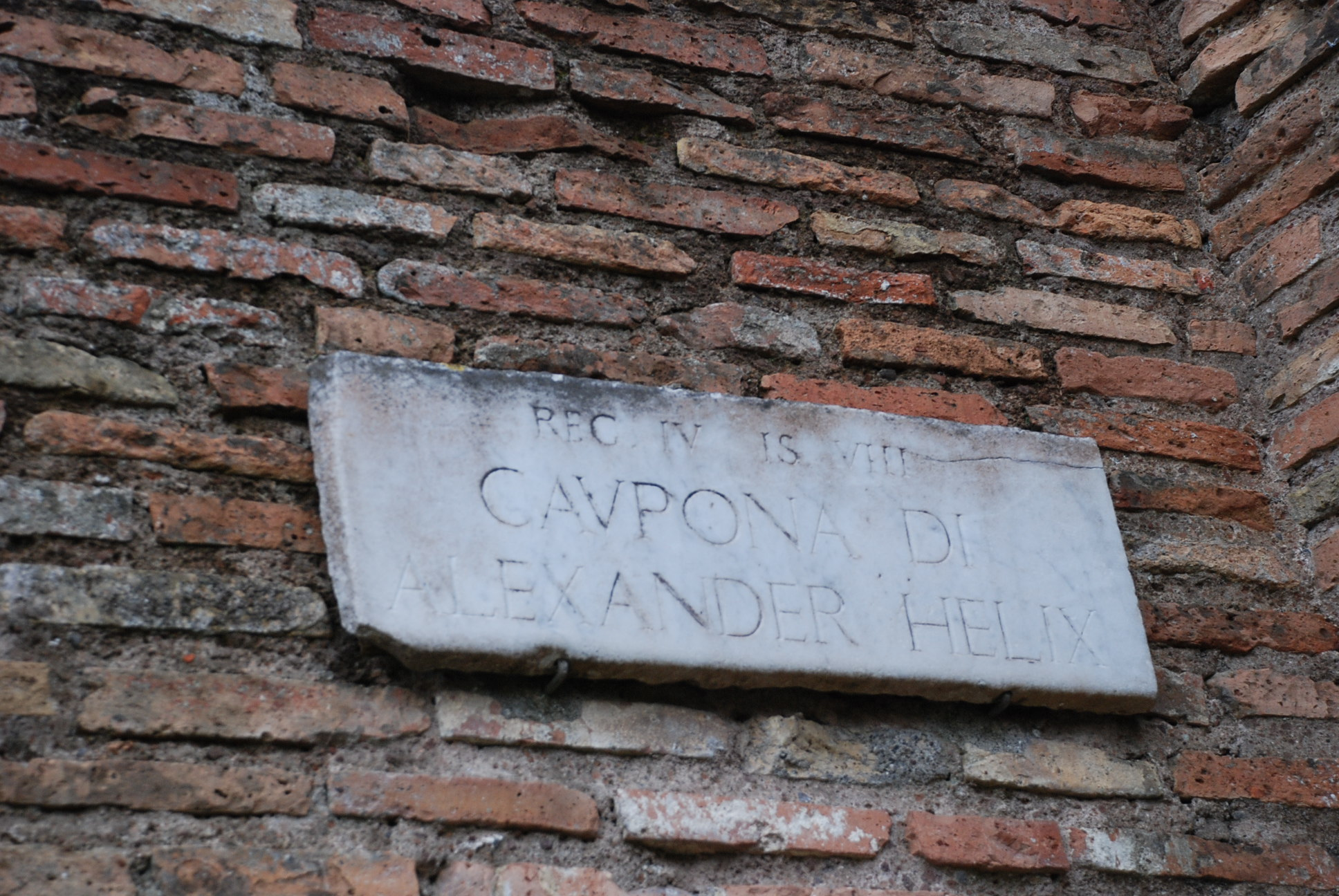
La caupona d'Alexander Hélix, à Ostie.

En ville, différents crus y étaient vendus, bus au comptoir ou emportés. Ces établissements offraient aussi des mets séchés et salés à déguster sur place. Une inscription de Pompéi nous indique des pratiques de prix modérés : un as pour boire du vin, deux pour du meilleur, quatre pour du falerne, cru réputé. De plus, les cauponae mettaient à la disposition de leurs clients une arrière-salle ou un jardin où se produisaient des danseuses, des tables de jeu et des chambres à louer.
De ce nom dérive le caupo qui désigna soit l'hôtelier qui accueillait les voyageurs en leur donnant nourriture et logement, soit le cabaretier qui offrait le boire et le manger, mais ne logeait pas. Le cauponius désignait un jeune garçon employé à demeure. Enfin la cauponula nommait un débit de vin des plus misérables.

Caupona d'Alexander Hélix à Ostie
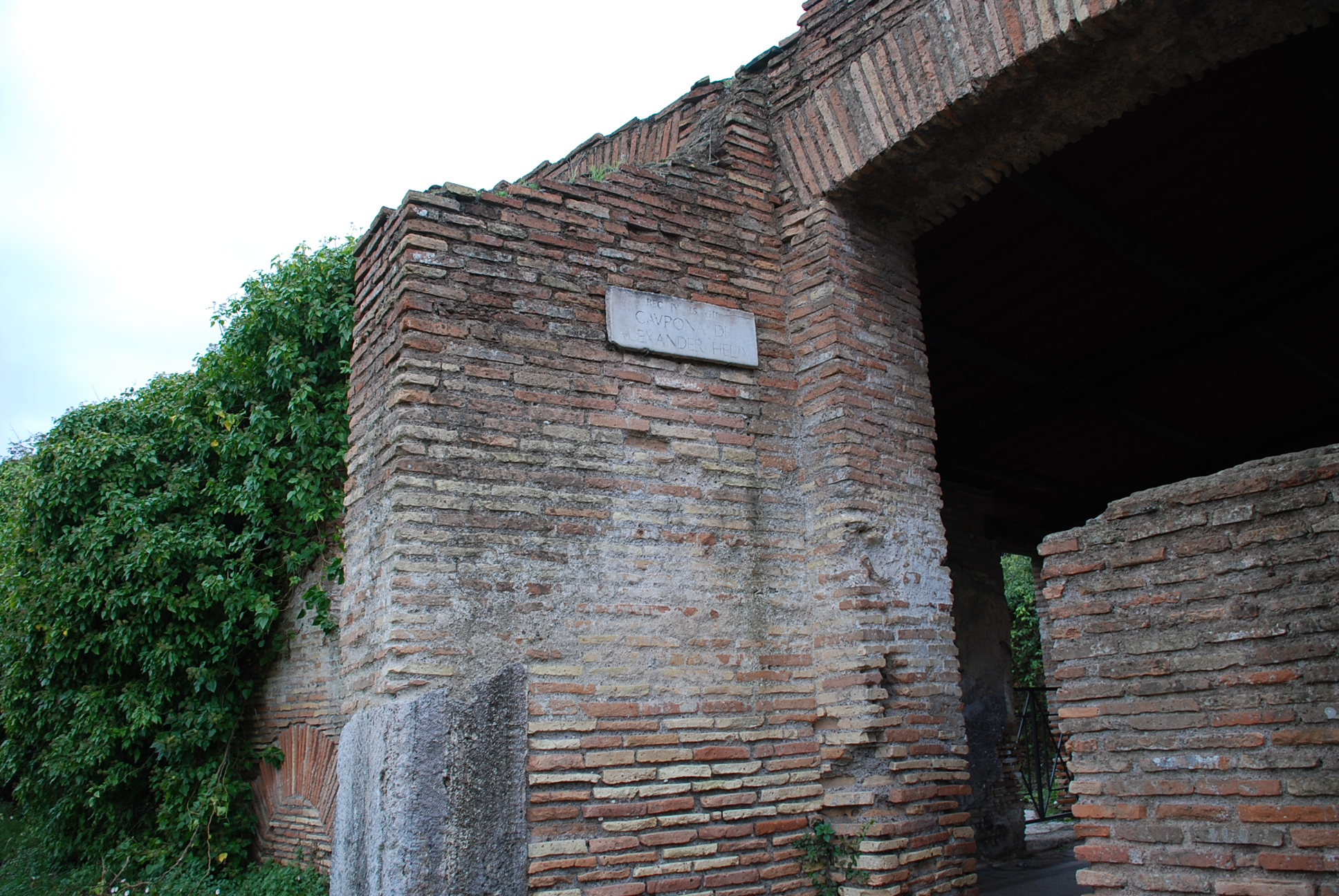
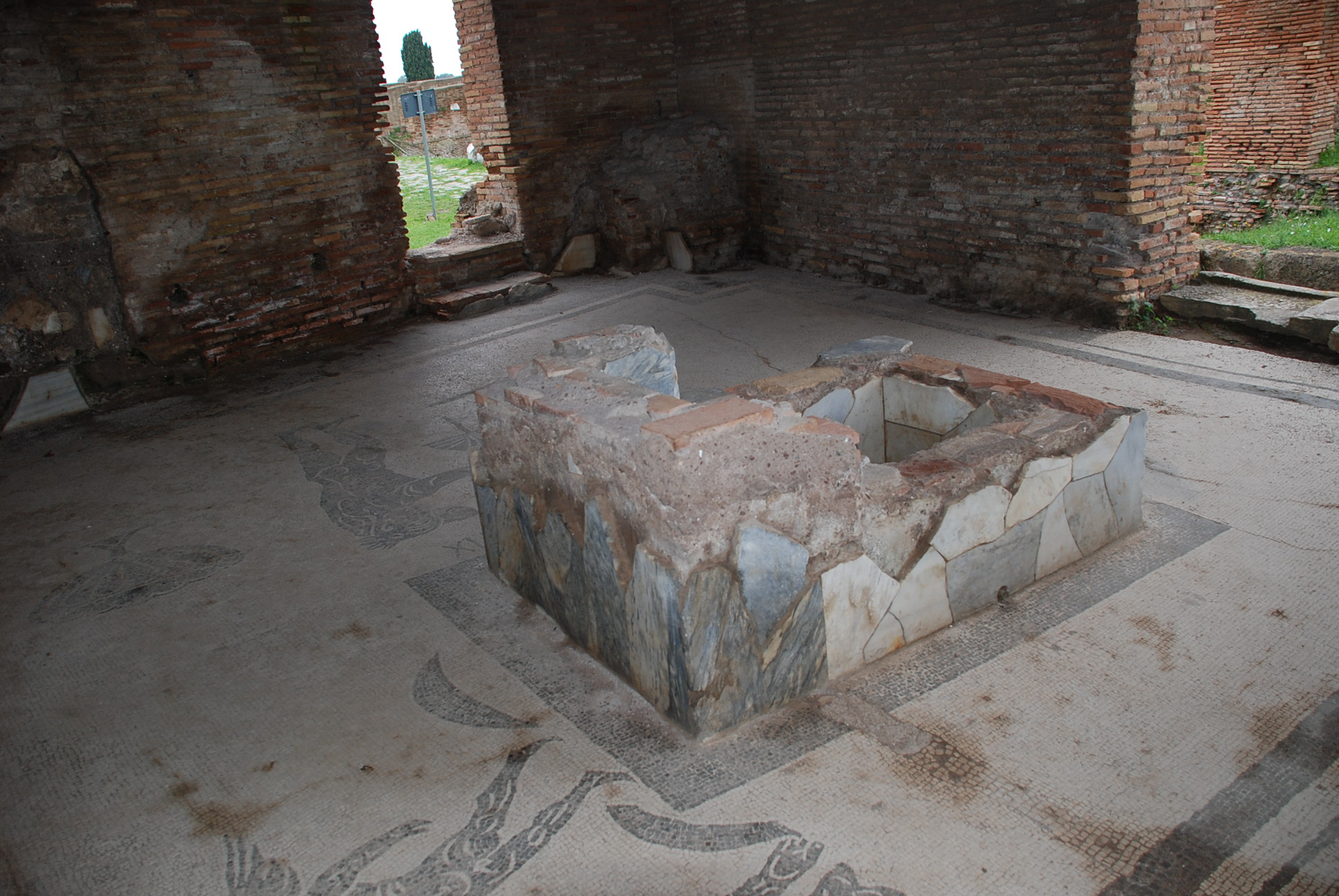
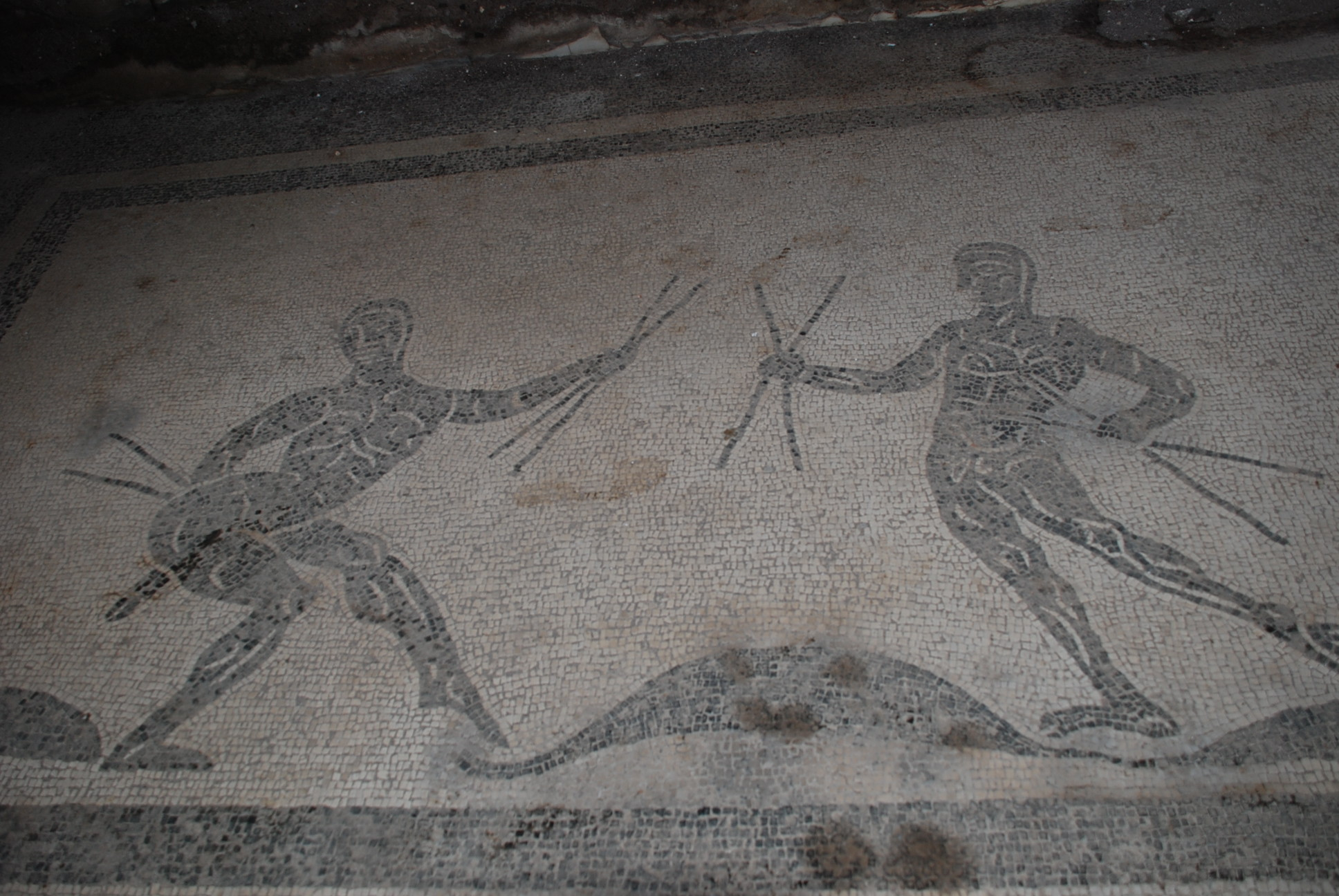
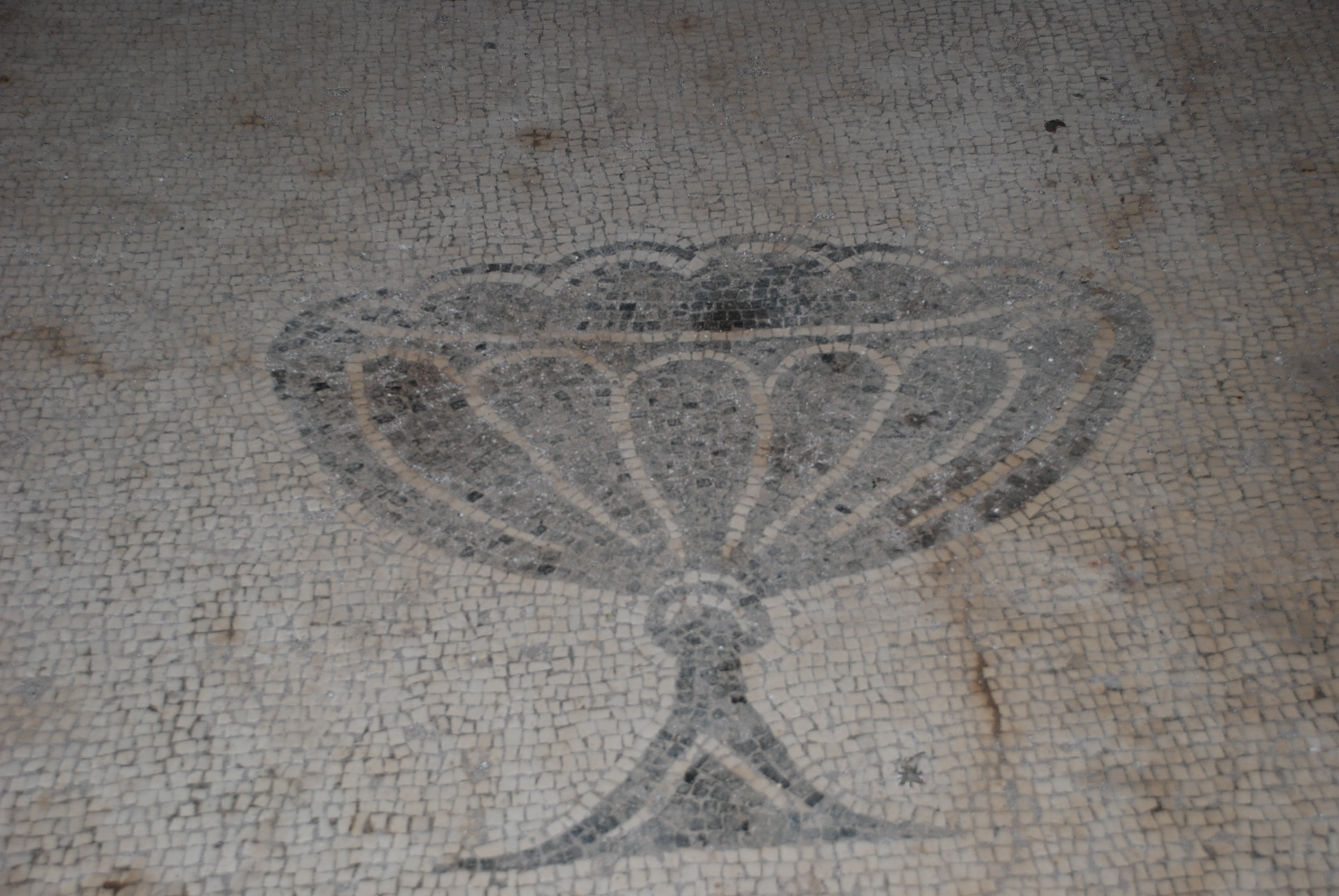

## Auberge rurale

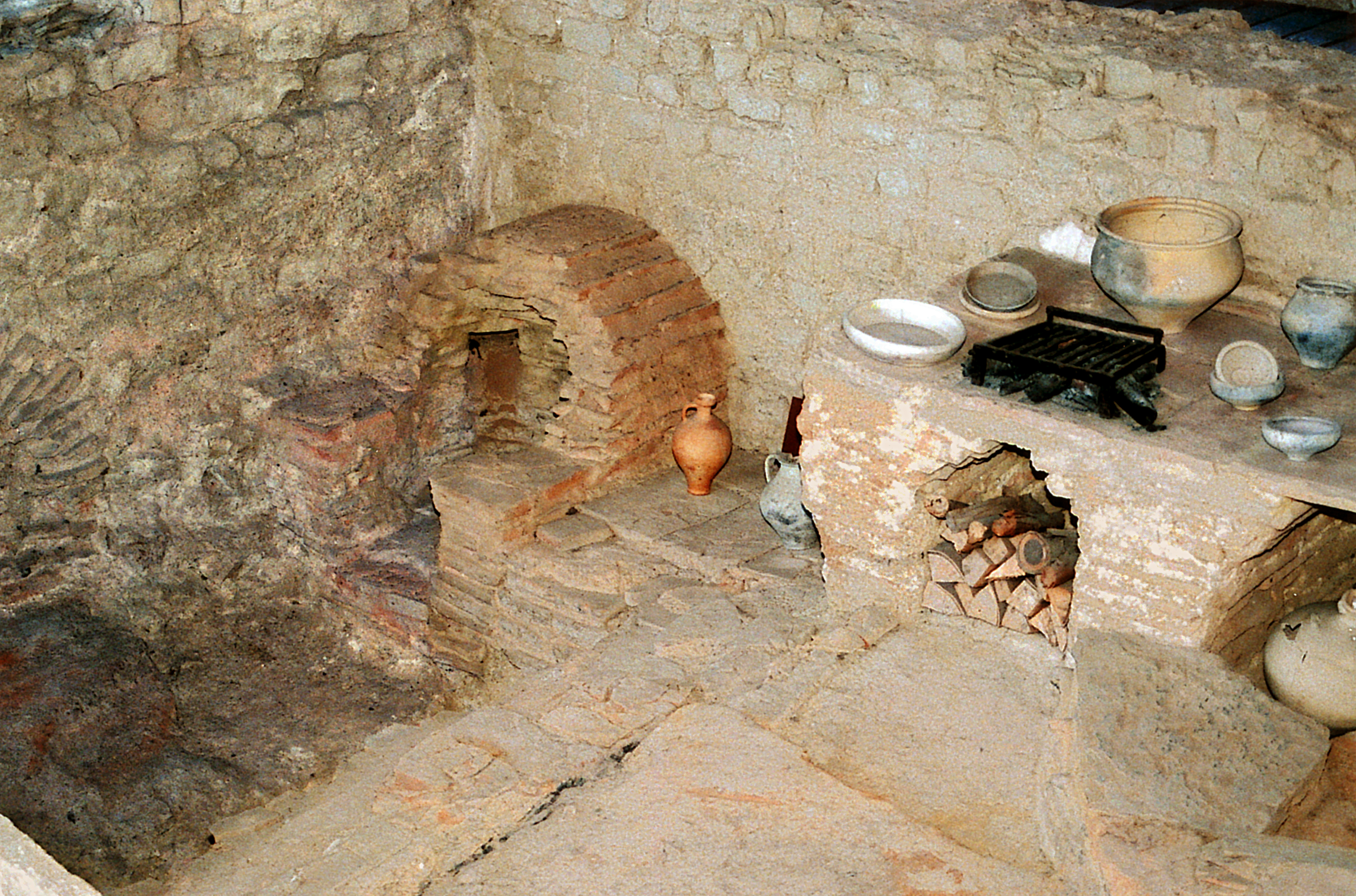
Reconstitution d'une cuisine dans une capona rurale sous l'Antiquité romaine.

La découverte à Crest, sur le site de Bourbousson 3, d'une caupona gallo-romaine datée du IIIe siècle est due aux chantiers de fouilles ouverts sur le tracé du TGV Méditerranée. Elle est exemplaire de ce qu'était ce type d'établissement en zone rurale.
Une équipe d'archéologues, sous la direction de Véronique Bastard, a pu dégager les restes d'un bâtiment quadrangulaire de 264 m2. La façade sud de celui-ci était précédée par deux pavillons d'angle réunis par une pergola. L'un a servi de resserre à bois, l'autre de remise pour les instruments aratoires. Cet ensemble formait cour. L'accès principal de l'auberge se situait à l'est et se faisait par un chemin raccordé à la voie romaine. À l'ouest, une ouverture menait à un lucus (bois sacré) où ont été retrouvées des offrandes monétaires.
L'intérieur de l'auberge était subdivisé en six salles organisées autour d'une pièce centrale de 54 m2, celle-ci était surmontée d'une mezzanine. Elle comportait un foyer qui servait tant pour la cuisson des aliments que pour le chauffage. Sur ces côtés ont été identifiés la présence de plusieurs vaisseliers ainsi que celle d'un grand coffre de bois contenant des réserves de nourriture. La mezzanine permettait de stocker d'autres réserves essentiellement des céréales, des légumineuses et des fruits. Ont été identifiées parmi ces réserves alimentaires de l'orge, des fèves, des lentilles, des betteraves, des pommes, des noix et des noisettes.

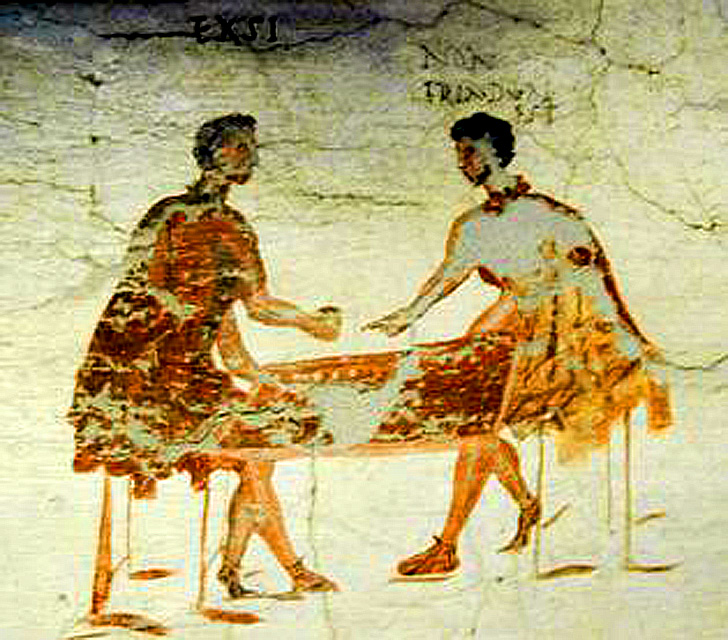
Clients jouant aux dés.

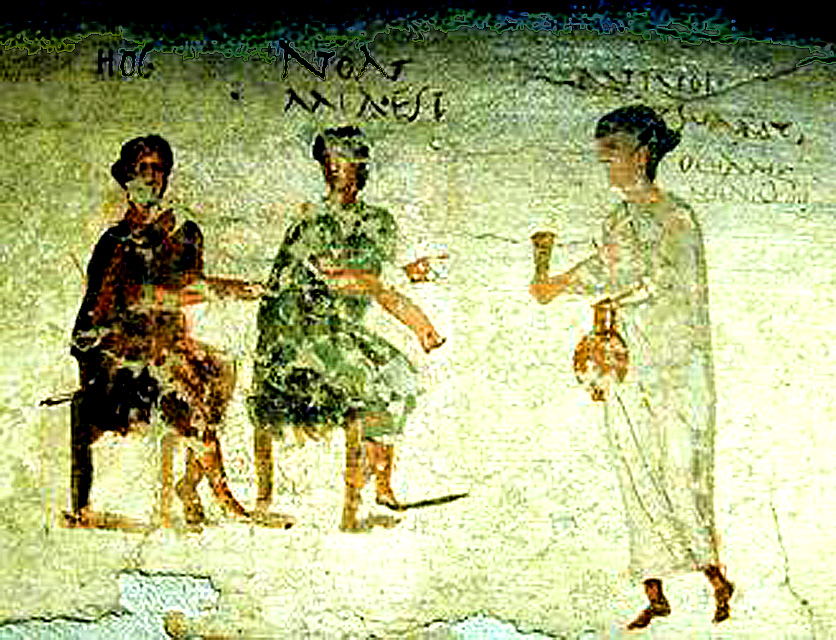
Servante apportant à boire.

De la grande cuisine on accédait à une pièce toute en longueur, la salle à manger, qui a pu être identifiée grâce à une multitude de fragments de poterie et de reliefs alimentaires. Sise au pied d'une colline, orientée plein sud, l'auberge de Bourbousson avait pris la place d'un petit établissement agricole du début du IIIe siècle. Celui-ci fut totalement transformé lors de sa nouvelle affectation. La toiture fut refaite en utilisant l'assemblage habituel de tuiles à rebord (tegulae) et de tuiles canal (imbrices), la charpente reposant sur des murs en briques crues (adobe) suivant les préconisations de Vitruve. Tous les sols étaient en terre battue, la cour pavée de petits galets et des gravillons recouvraient les voies d'accès.